# Dhao
Dhao, ook Ndao, Ndaonees of Ndaundau is een Austronesische taal die door de ongeveer 5000 (1997) bewoners van Ndao wordt gesproken. Ndao is een eilandje dat onderdeel is van de Kleine Soenda-eilanden (Indonesië). Ook op Roti en Timor wonen mensen die Dhao spreken.
De taal heeft enige overeenkomst met het Savoenees.

## Classificatie
- Austronesische talen (1268)
  - Malayo-Polynesische talen (1248)
    - Centraal-Oostelijke talen (708)
      - Centraal-Malayo-Polynesische talen (168)
        - Bima-Soembatalen (27)
          - Dhao

Anakalangu · Bimanees · Dhao · Ende-Liotalen (4) · Kamberaas · Kepo' · Kodisch · Komodo · Lambojaas · Laura · Mamboru · Manggarai · Ngadha · Oost-Ngadha · Paluees · Rajong · Rembong · Riung · Rongga · Savunees · So'a · Wadjewaas · Wae Rana · Wanukaka